# Aleš Chvalovský
Aleš Chvalovský (29 de maio de 1979) é um ex-futebolista profissional tcheco que atuava como goleiro.

## Carreira
Aleš Chvalovský representou a Seleção Checa de Futebol, nas Olimpíadas de 2000. 